# Belgorod
Belgorod (russisk: Бе́лгород, tr. Bélgorod) er en by i Belgorod oblast i den vestlige del af Den Russiske Føderation. Belgorod er administrativt center i oblasten og har 321.761 (2025) indbyggere.

## Etymologi
Navnet Belgorod (dansk: ~ hvide by) består semantisk af delene белый (tr. belyj ~ hvide, lyse) og город (tr. gorod, ~ by, byen). Byen blev opkaldt efter de rige forekomster af kalksten i området. Etymologisk svarer navnet til andre slaviske bynavne med identisk betydning: Beograd, Belogradtjik, Białogard, Biograd, Bilhorod-Dnistrovskyj osv.

## Geografi
Belgorod ligger på den sydlige udkant af det centralrussiske plateau, nær Vezjolkaflodens udmunding i Donets på Donets højre bred 700 km sydvest for Moskva og 42 km nord for grænsen til Ukraine. Den nærmeste by i Ukraine er Kharkov.

### Klima
Belgorod har fastlandsklima med kolde vintre og varme, solrige somre. De koldeste måneder er januar og februar med en gennemsnitstemperatur på -6,1 °C, den lavest målte temperatur i Belgorod var -34,5 °C i januar. Den varmeste måned er juli med en gennemsnitstemperatur på 21.8 °C, den højest målte temperatur i Belgorod var 38,9 °C. Den gennemsnitlige årlige nedbør er 605 mm.

## Historie
På toppen af kridtklinten hvor Belgorod ligger, er der fundet rester af en slavisk-skadinavisk bosættelse nær Vezjolkas udmunding i Donets. Bosættelsen er senest oprettet i 700-tallet. Bosættelsen blev formentlig stormet i begyndelsen af 900-tallet af normadiske-petjenegier.
Den ældste omtale af bosættelsen stammer fra 1237, hvor den blev plyndret af Batu Khan.
Den nuværende by blev beordret genetableret af zar Fjodor 1. i 1596 , som ét af flere fort, der skulle beskytte Ruslands sydlige grænser mod Krim-tatarene.
I 1600-tallet var området gentagne gange udsat for Tatar-angreb. I 1666 etablerede Moskva patriarken et ærkebispesæde i byen.
Som følge af Den Store Nordiske Krig og Slaget ved Poltava skærpedes modsætningerne til Det Osmanniske Rige og fæstningen Belgorod kom til at indgå i et omfattende forsvarsanlæg, russisk: Украинская линия, dansk: ~ Den ukrainske linje, der blev opført 1731–1764. Forsvarslinjen strakte sig fra Orilfloden til Donets og havde med seksten forter, og 49 redouter.
Opførelsen af jernbanelinjen Kursk - Kharkov (1869), fremmede den økonomiske udvikling i byen betydeligt. Fra slutningen af 1917 var Belgorod området en del af den uafhængige Ukrainske folkerepublik, fra april 1918 ukrainske stat, en de facto tysk marionetstat under Pavlo Skoropadskyj. Efterfølgende blev byen invaderet af Den Røde Hær den 20. december 1918 og sluttede sig til Russiske SFSR.
Fra 25. oktober 1941 til 5. august 1943 var byen besat af Nazityskland. Før den tyske invasion, var mange beboere flygtet mod øst, således havde byen kun omkring 20.000 indbyggere. Fra 1942 blev tusindvis af de tilbageværende indbyggere i den erhvervsaktive alder deporteret til Tyskland. Den 5. februar 1942 lykkedes det sovjetiske partisaner kortvarigt at generobre byen. I August 1943 var Belgorod igen skueplads for voldsomme kampe. Mere end 90% af byen blev ødelagt. Ved befrielsen levede mindre end 700 mennesker i Belgorod.
I 1954 blev Belgorod administrativt center i den nyoprettede oblast af samme navn. Belgorod oblast blev skabt af dele at de tilstødende Kursk og Voronezj oblaster.
I dag er byen økonomiske og administrative centrum i oblasten og sæde for en ærkebiskop.

### Befolkningsudvikling
| År   | Indbyggere |
| ---- | ---------- |
| 1897 | 26.564     |
| 1939 | 34.359     |
| 1959 | 72.278     |
| 1970 | 151.336    |
| 1979 | 239.814    |
| 1989 | 300.408    |
| 2002 | 337.030    |
| 2010 | 356.402    |
| 2013 | 365.135    |

Note: Data fra folketællinger

## Administrativ inddeling
Belgorod er inddelt i to bydele (okruger):
| Okrug                | Russiske navn | Indbyggere 1. januar 2010 | Belgorods okruger  |
| -------------------- | ------------- | ------------------------- | ------------------ |
| Zapadny (vestlige)   | Западный      | 214.558                   | Zapadny Vostotjnyj |
| Vostotjnyj (østlige) | Восточный     | 141.844                   | Zapadny Vostotjnyj |

Note: Data fra folketællingen 2010

## Økonomi og infrastruktur
Tekst mangler, hjælp os med at skrive teksten

## Seværdigheder
Tekst mangler, hjælp os med at skrive teksten

## Venskabsbyer
Tekst mangler, hjælp os med at skrive teksten

## Kendte fra Belgorod
- Svetlana Khorkina, dobbelt Olympisk mester i gymnastik blev født i byen i 1979

## Eksterne henvisningen
- Wikimedia Commons har flere filer relateret til Belgorod